# A fizika világéve
Az ENSZ 2005-öt a fizika világévének nyilvánította. Erre az szolgáltatta az indokot, hogy száz évvel ezelőtt dolgozta ki Albert Einstein a speciális relativitáselméletet.